# Южный Судан на летних Олимпийских играх 2020
Южный Судан на летних Олимпийских играх 2020 года в Токио был представлен двумя спортсменами в лёгкой атлетике. По итогам игр южносуданские атлеты не смогли завоевать медалей.

## Лёгкая атлетика
| Спортсмен    | Дисциплина      | Квалификация | Квалификация | Полуфинал | Полуфинал | Финал     | Финал     |
| Спортсмен    | Дисциплина      | Результат    | Место        | Результат | Место     | Результат | Место     |
| ------------ | --------------- | ------------ | ------------ | --------- | --------- | --------- | --------- |
| Абрахам Гуем | Мужчины, 1500 м | 3:40.86 PB   | 13           | Не прошёл | Не прошёл | Не прошёл | Не прошёл |
| Люсия Морис  | Женщины, 200 м  | 25.24        | 6            | Не прошла | Не прошла | Не прошла | Не прошла |